# Bruno Lüdke
Bruno Lüdke (ur. 3 kwietnia 1908 w Köpenick, zm. 26 kwietnia 1944 w Wiedniu) – niemiecki seryjny morderca i gwałciciel. W latach 1928–1943 przypisuje mu się gwałty i morderstwa 51 kobiet na terenie całych ówczesnych Niemiec.
Pierwszy raz wpadł w latach 30., kiedy udowodniono mu gwałt. Za karę wysterylizowano go, bo pozwalało na to hitlerowskie prawo. Wyszedł na wolność i dalej mordował. Wpadł znów w 1943 r. Wtedy przyznał się do morderstw. Uznano go za psychicznie chorego, a ponieważ prawo zakazywało więzienia takich osób, Lüdke przewieziono do szpitala w Wiedniu. Tam nazistowscy lekarze wykorzystali go jako obiekt doświadczalny w eksperymentach medycznych. W efekcie jednego z nich Lüdke zmarł.